# Saxby, Ormsö
Saxby är en by (estniska: küla) i Estland. Den ligger på Ormsö som ligger utanför landets västkust, i Ormsö kommun och landskapet Läänemaa, 102 kilometer sydväst om huvudstaden Tallinn. Byn hade 4 invånare år 2011.
Saxby ligger på nordvästra Ormsö och angränsar till byarna Kärrslätt i nordväst och Förby i söder. Åt väster ligger Östersjön och Hares sund som Ormsö från Dagö. Utmed Saxby strand ligger från norr Saxby udde, den 24 meter höga Ormsö fyr från 1864 och Ormsö nedre fyrbåk. Ovanför den senare ligger Ormsö övre fyrbåk. Saxby ligger cirka 6 km nordväst om Ormsö kommuns centralort Hullo.
Saxby ligger på Ormsö som jämte Nuckö traditionellt har varit centrum för estlandssvenskarna. Ortnamnen på Ormsö minner om estlandssvenskarnas historia. Byn finns omnämnd i en källor från 1540. Det estlandssvenska uttalet av bynamnet är saksbe. Ormsö avfolkades nästan helt under andra världskriget när flertalet estlandssvenskar flydde till Sverige. Åren 1977-1997 var byns officiella namn Saksbi.

## Galleri

Ormsö fyr i Saxby.
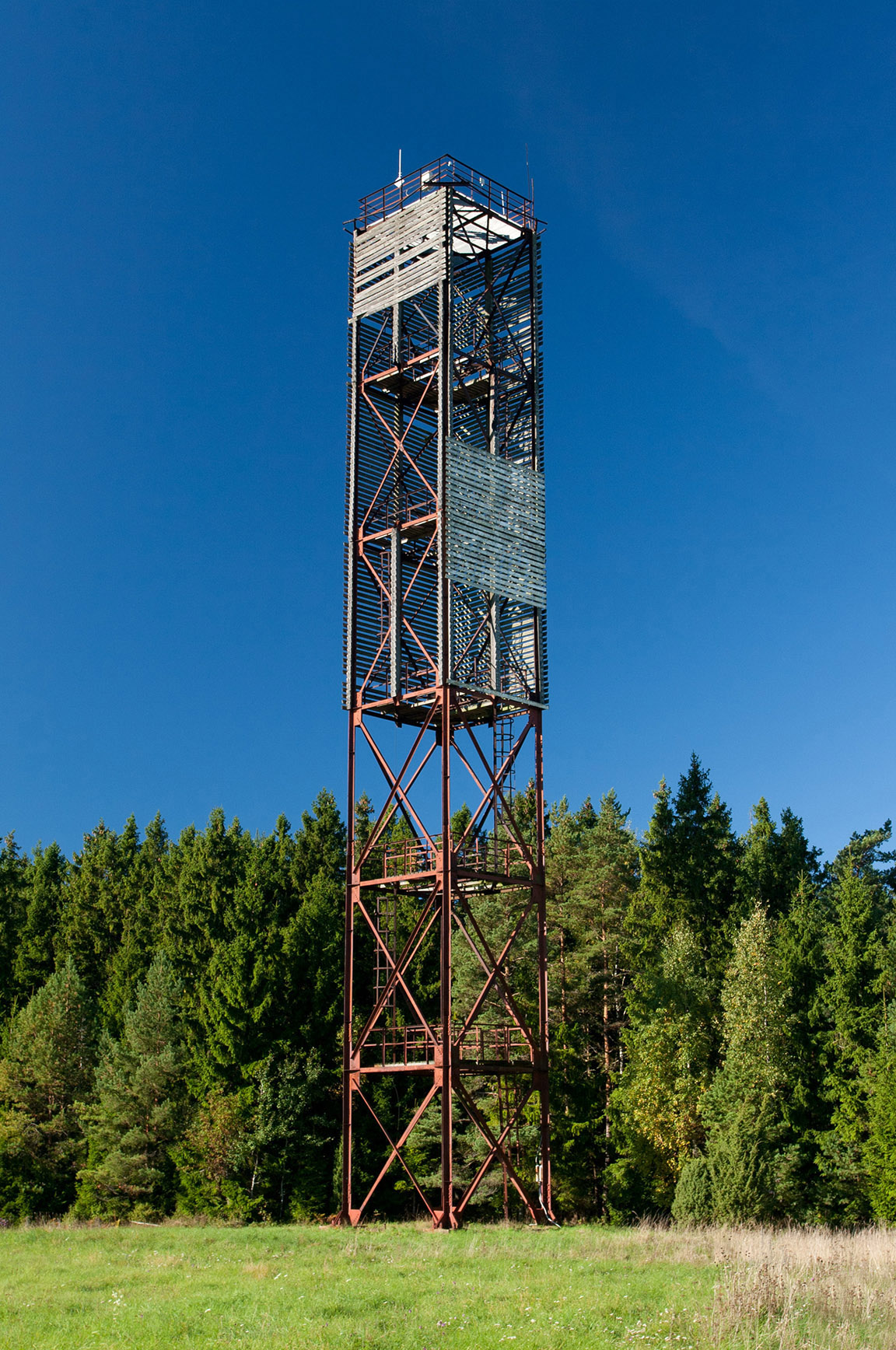
Ormsö övre fyrbåk.
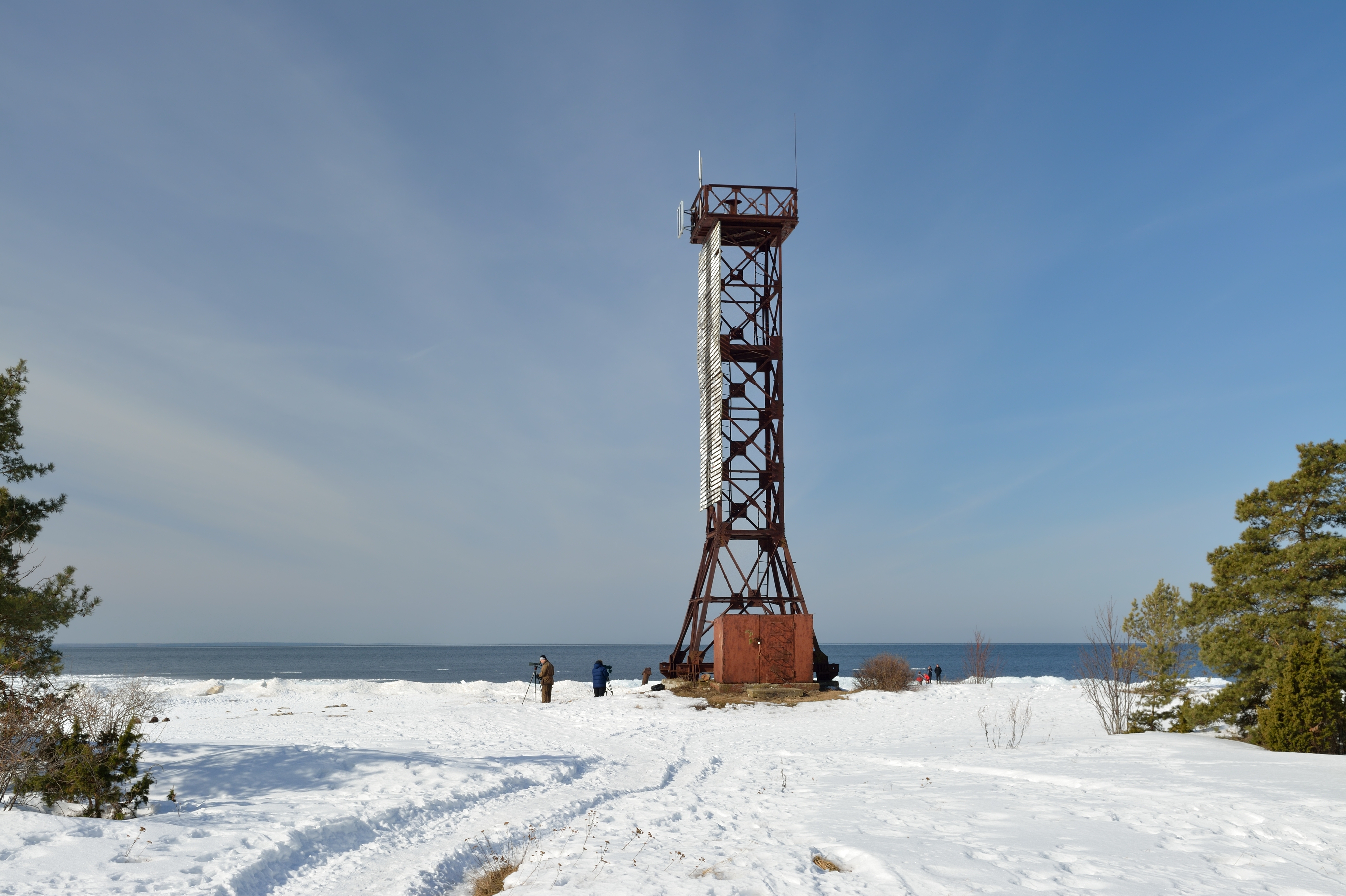
Ormsö nedre fyrbåk.
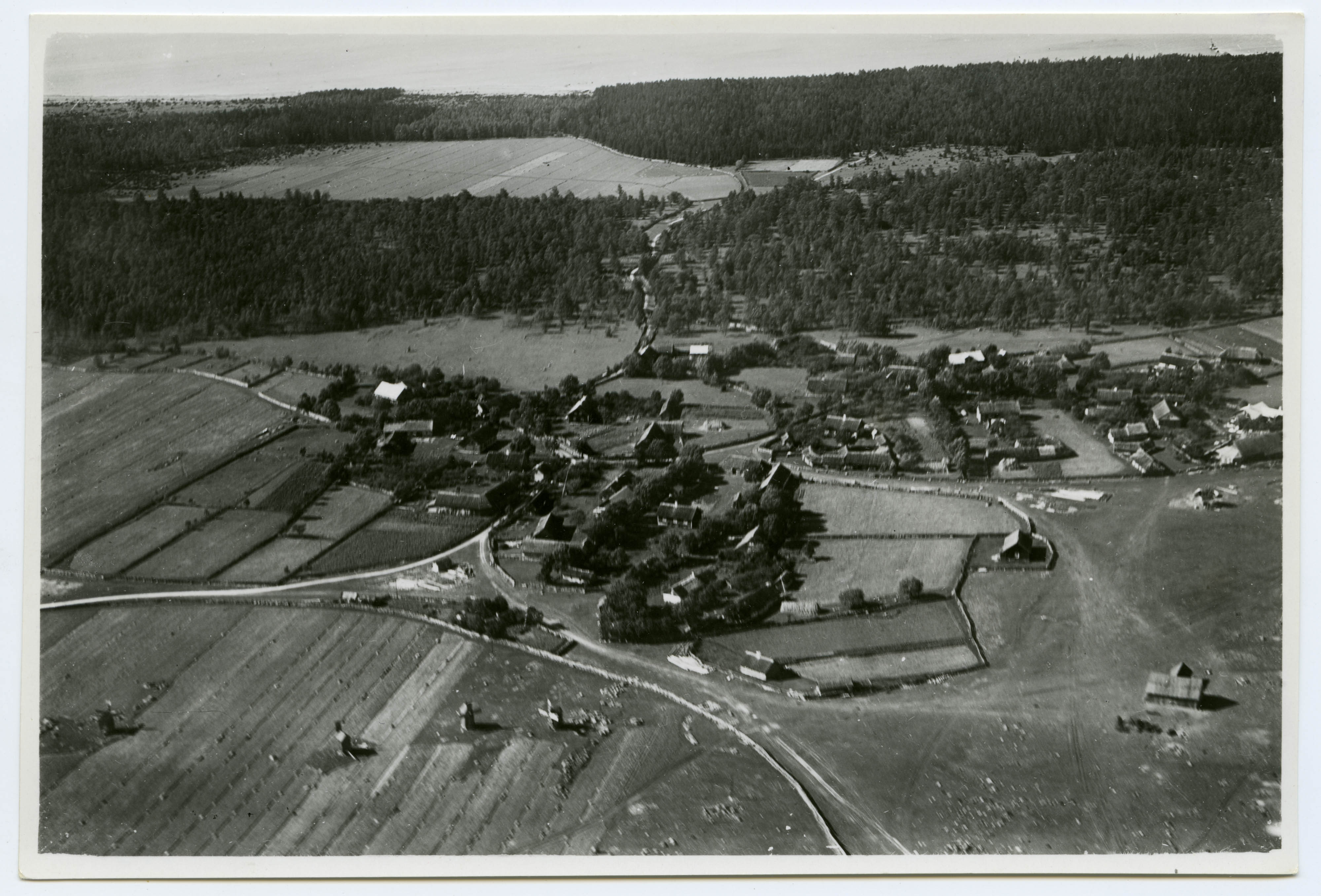
Saxby år 1934